# 珊瑚岛上的死光
珊瑚岛上的死光（Death-Ray On The Coral Island）是中国在1980年拍摄的电影，讲述了科学家赵谦教授制作高效原子电池，决定带回祖国的故事。原作是童恩正的作品《珊瑚岛上的死光》。本片是中华人民共和国文革結束後的第一部科幻片。

## 剧情
科学家赵谦教授倾注了毕生心血终于成功研制出了高效原子电池，可是，正当他准备把成果奉献给祖国之时，却遭人暗杀，电池落入了他的准女婿陈天虹（乔榛 饰）的手中。陈天虹一路保护着电池，却遭到了特务沙布罗夫（庞万灵 饰）的袭击，就在生死存亡的紧要关头，一道神秘的激光救了陈天虹一命。
陈天虹来到了一座小岛之上，在这里居住着科学家马太博士（乔奇 饰），那道救了陈天虹一命的激光，就来自于马太博士所研制出的激光器。意图利用发明实行不轨的维纳斯公司来到了小岛，企图夺取资料并将小岛炸毁，陈天虹和马太博士联手，和敌人展开了激烈的对抗。

## 演员
- 乔奇 饰 马太
- 凌之浩 饰 赵谦
- 乔榛 饰 陈天虹
- 马军勤 饰 梦娜
- 邱岳峰 饰 布莱歇斯
- 庞万灵 饰 沙布洛夫
- 李农 饰 阿芒
- 郑嘉森 饰 罗约瑟
- 王定华 饰 马桑
- 朱延芹 饰 玛丽
- 汪漪 饰 赵妻

## 人员
导演：张鸿眉
编剧：童恩正、沈寂
制作： 上海电影制片厂 
主演: 凌之浩、李农、乔榛 